# OpenRefine
OpenRefine ist ein in Java geschriebenes Programm zur Bereinigung und Umwandlung von Daten. Die Software wurde im Jahr 2010 von Google LLC veröffentlicht und später als Freie Software bereitgestellt. Es sind neben CSV, XLS, JSON oder XML weitere Datenformate beim Import möglich, unter anderem kann man sich direkt mit Datenbanken verbinden.
Daten können mit dem Programm geordnet, bereinigt, transformiert, zergliedert und an vorhandenen Wikidata-Einträgen ausgerichtet werden. Es arbeitet in Spaltendarstellung ähnlich einer Tabellenkalkulation.